# Witchcraft Acts
En Angleterre, Écosse, pays de Galles et Irlande, une série de lois, les Witchcraft Acts, ont réglementé la sorcellerie et imposé des punitions pour sa pratique ou, plus tard, pour avoir prétendu la pratiquer.

## Witchcraft Actde 1562
An Act Against Conjurations, Enchantments and Witchcrafts (5 Eliz. I c. 16) fut mis en vigueur au début du règne d'Élisabeth Ire d'Angleterre.

## Witchcraft Actde 1604
En 1604, l'année après l'accession au trône d'Angleterre par Jacques Ier, l’Elizabethan Act fut élargi pour punir de mort sans avantage au clergé toute personne qui invoquait les mauvais esprits ou communiait avec des familiers. Son titre complet est An Act against Conjuration, Witchcraft and dealing with evil and wicked spirits, (2 Ja. I c. 12). Cette loi fut appliquée avec vigueur par Matthew Hopkins, Witch Finder Generall (« chasseur de sorcières en chef ») auto-proclamé.
Les Witchcraft Acts de 1562 et de 1604 changèrent la loi relative à la sorcellerie en la déclarant une félonie, retirant ainsi les accusés de la juridiction des cours ecclésiastiques et les faisant tomber sous la juridiction des cours de common law. En théorie, les personnes accusées de sorcellerie pouvaient profiter des avantages des procédures criminelles ordinaires. La mort par le bûcher fut remplacée par la mort par pendaison dans le cas de sorcellerie avérée, la seule exception étant la petite trahison, commise par un subordonné envers son supérieur. Toute personne qui était condamnée pour une petite offense de sorcellerie était punie d'une année d'emprisonnement. Si elle était accusée et déclarée coupable une deuxième fois, elle était pendue.
Avant le XVIIIe siècle, le « jugement par immersion » consistait à attacher le pouce gauche d'une prétendue sorcière à son orteil droit, et son pouce droit à son orteil gauche. Deux hommes maintenaient les fils tendus et la femme était plongée dans l'eau. Si son corps remontait flotter à la surface, c'était le signe que l'eau sacrée du baptême rejetait les crimes commis. Une prétendue sorcière pouvait aussi être pesée, et si son poids était inférieur à celui d'une Bible d'église, alors cela prouvait qu'elle était une sorcière.

## Witchcraft Actde 1736
La loi de 1736 transforme le statut de la sorcellerie d'acte criminel à offense contre la philosophie des Lumières. Elle a pour but aussi de mettre fin aux formes de jugement tout aussi superstitieuses que le mal qu'elles prétendent combattre. La loi est présentée à la Chambre des communes le 27 janvier 1736 par John Conduitt, John Crosse et Alderman George Heathcote.
La dernière femme à avoir été condamnée (9 mois de prison) par le Witchcraft Act de 1736 fut Helen Duncan en 1944. Elle fut accusée d'avoir dit avoir été en contact fin novembre 1941 avec l'esprit d'un marin dont le navire, le cuirassé HMS Barham avait explosé et coulé en Méditerranée, après avoir été touché par des torpilles allemandes quelques jours plus tôt. Mais cette information, dont le gouvernement britannique s'était rendu compte qu'elle était ignorée du Troisième Reich, fut placée sous le secret défense et cachée à la population britannique pendant plusieurs mois. Cet emprisonnement rendit Winston Churchill furieux et il demanda la suppression de cette loi d'une autre époque, demande exécutée en 1951,. À la suite de ce choix, la police a fait face plusieurs fois à des scènes de crime impliquant des actes de sorcellerie. Peu après 1951, Gerald Gardner (1883-1964) publia Witchcraft Today et lança le mouvement Wicca.